# L&M

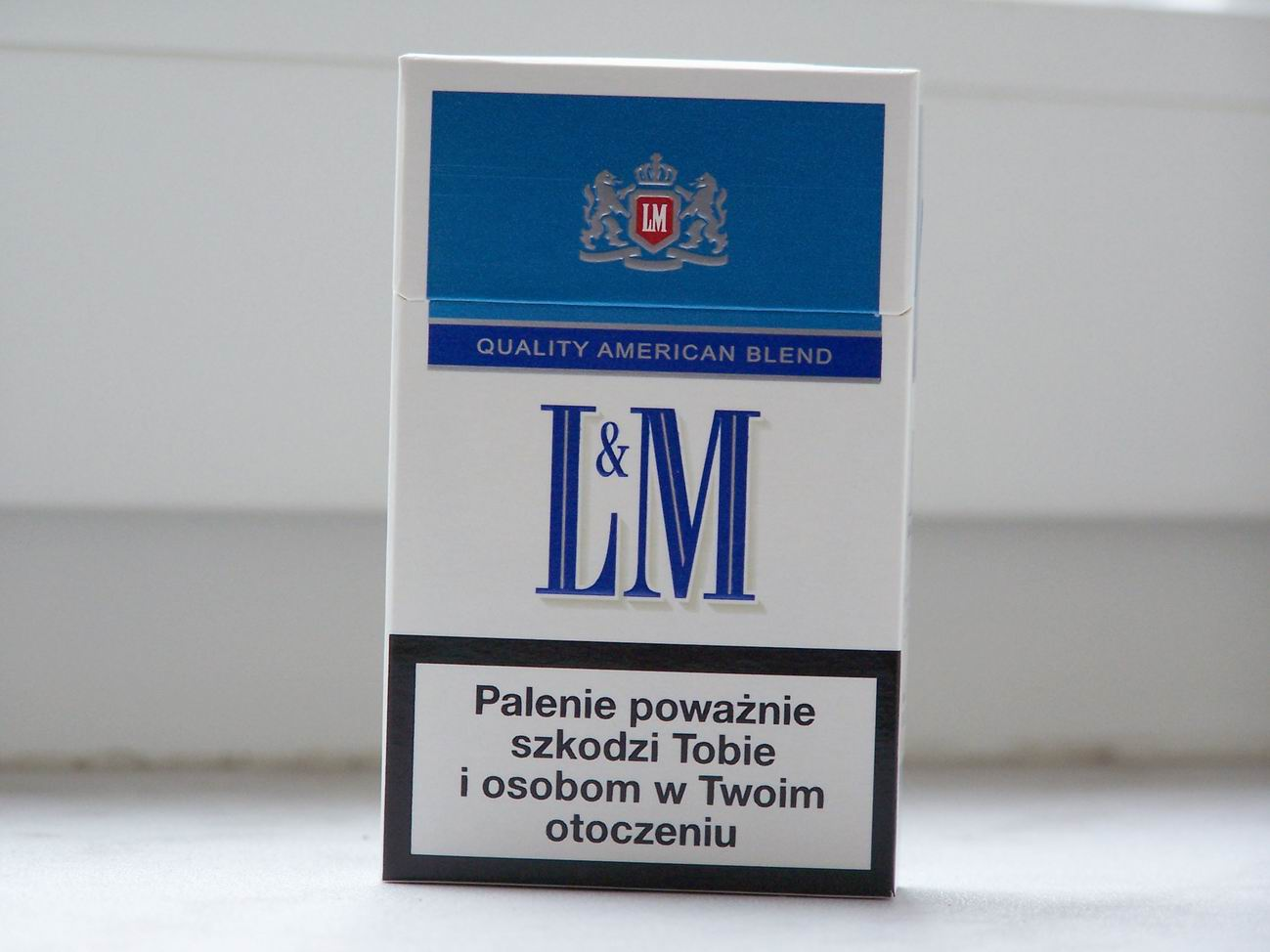
Ett paket L&M Light (Blå), med polska varningdekaler.

L&M är ett cigarettmärke producerat av Philip Morris International (PMI). Märket är PMI:s näst största efter Marlboro, med 92 miljarder levererade exemplar 2007. Märket grundades i USA 1953.

## Förpackningsstorlekar
- Filter (Röd)
- Light (Blå)
- Super-Light (Vit)
- Mentol (Grön)